# Lesseux
Lesseux település Franciaországban, Vosges megyében. Lakosainak száma 138 fő (2022. január 1.). Lesseux Combrimont, Frapelle és Lusse községekkel határos.

## Népesség
A település népességének változása:
| Lakosok száma | 179  | 171  | 169  | 151  | 146  | 142  | 139  | 139  | 138  |
|               | 2013 | 2015 | 2016 | 2017 | 2018 | 2019 | 2020 | 2021 | 2022 |